# Barge rousse
Limosa lapponica
Espèce
Statut de conservation UICN

 NT  : Quasi menacé

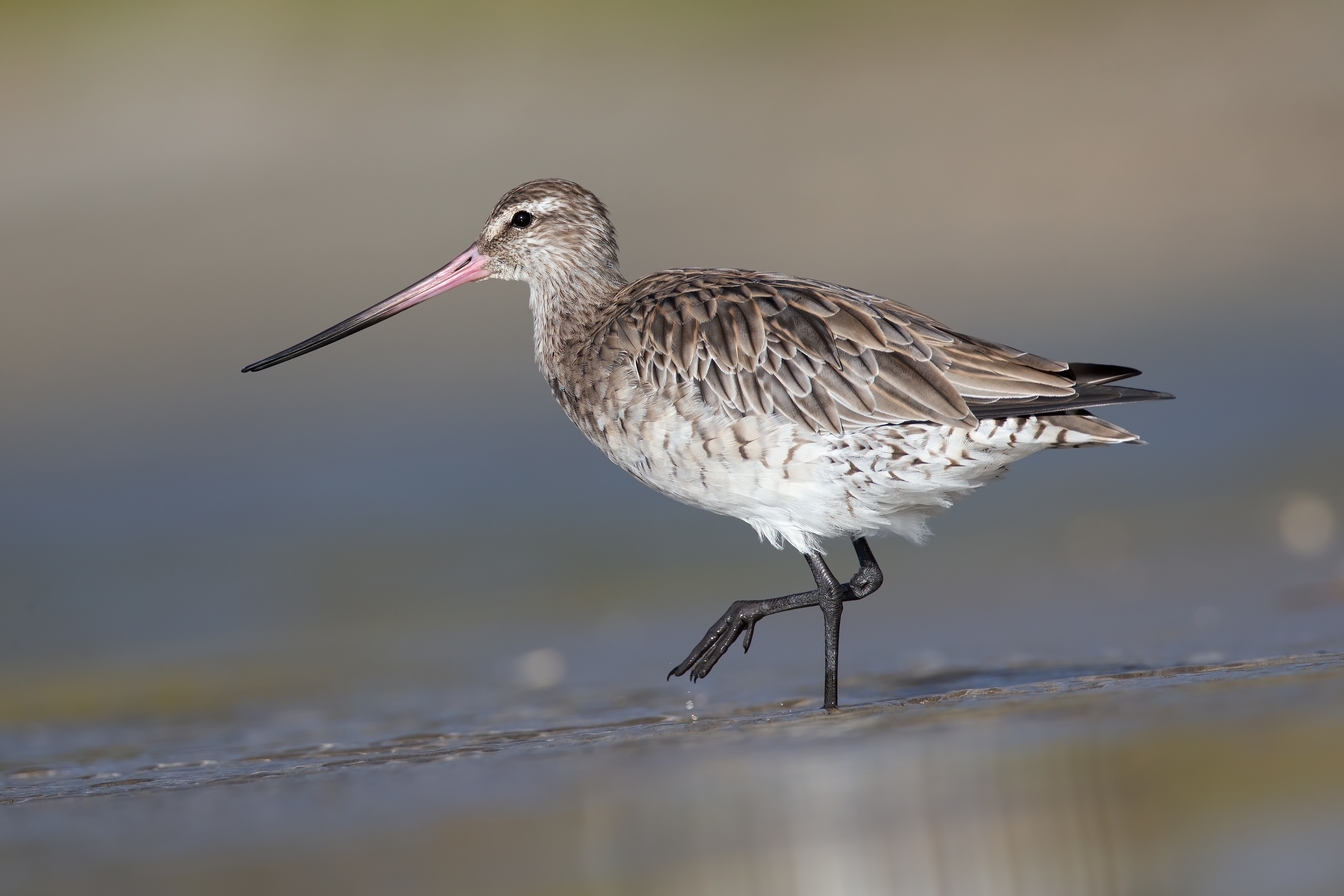
Barge Rousse, plumage internuptial.

La Barge rousse (Limosa lapponica) est une espèce d'oiseaux limicoles de la famille des scolopacidés (qui compte aussi les bécassins).
La barge rousse est un oiseau migrateur, multiple détenteur de records de distance de vol sans arrêt : des vols de 12 000 kilomètres à 13 000 kilomètres sans escale durant une dizaine de jours, et à une vitesse pouvant atteindre 90 km/h,, ont été enregistrés par plusieurs spécimens porteurs de balises GPS, le record étant un vol de 13560 km le 13 octobre 2022.

## Description

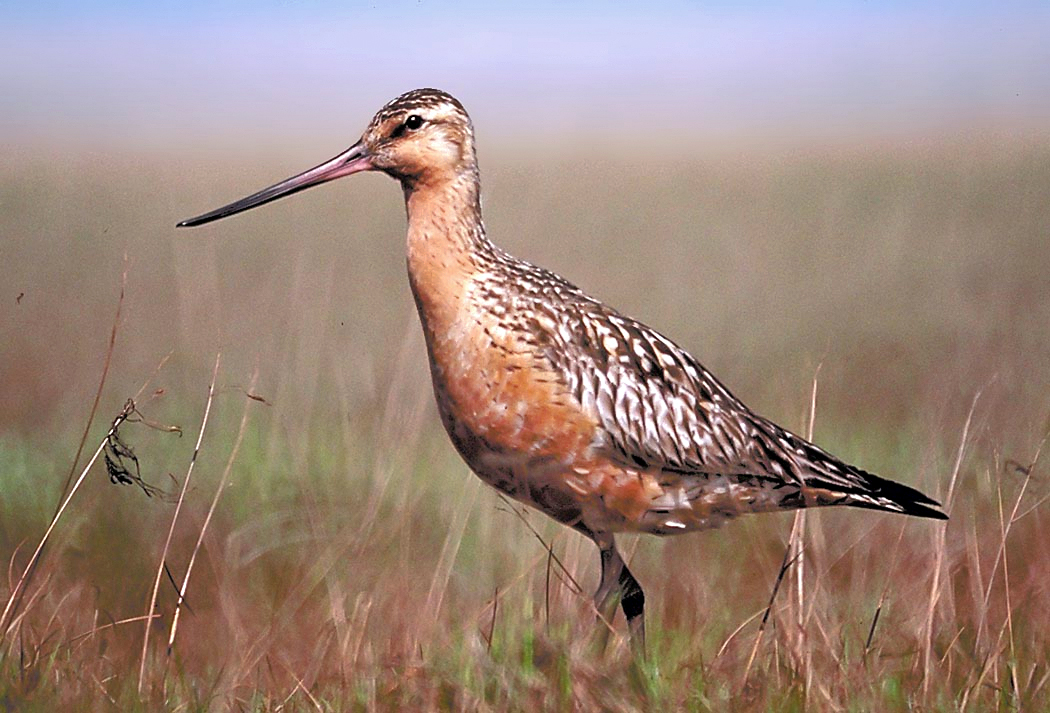
Jeune barge rousse dans sa belle robe (Nouvelle-Zélande).

Cet oiseau possède un bec long et très pointu, des pattes sombres, un plumage du dessus fortement strié. On les reconnaît grâce à leur croupion blanc dessous et barré dessus, ainsi qu'à leur sourcil blanchâtre. Contrairement aux barges à queue noire, les barges rousses n'ont pas de barre alaire blanche.
L'espèce peut atteindre un âge avancé, l'actuel record concernant un spécimen capturé et bagué dans le Norfolk et capturé à nouveau dans le même comté 34 ans plus tard (Le record précédent était de 32 ans).

## Sous-espèces

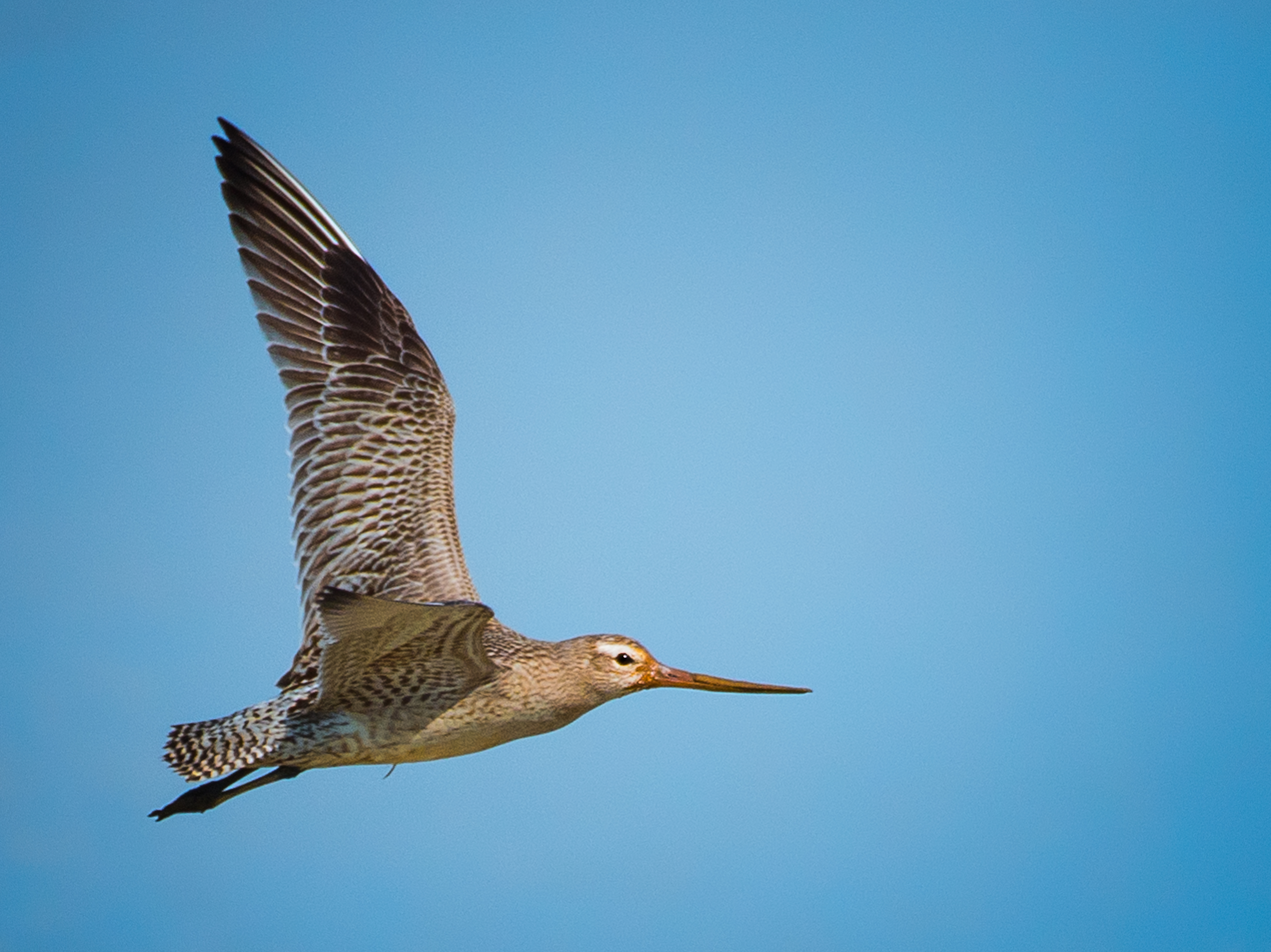

D'après la classification de référence (version 14.1, 2024) de l'Union internationale des ornithologues, la Barge rousse possède 5 sous-espèces (ordre philogénique) :
- Limosa lapponica lapponica (Linnaeus, 1758) : Nord de l'Europe ;
- Limosa lapponica yamalensis Bom et al., 2021[8] : Nord-Ouest de la Sibérie ;
- Limosa lapponica taymyrensis Engelmoer & Roselaar, 1998 : Nord de la Sibérie centrale ;
- Limosa lapponica menzbieri Portenko, 1936 — Nord-Est de la Sibérie ;
- Limosa lapponica baueri Naumann, JF, 1836 — du Nord-Est de la Sibérie jusqu'au Nord et à l'Ouest de l'Alaska.

## Comportement
Il fréquente les vasières en larges bandes, souvent associé à d'autres espèces de limicoles.

### Alimentation
Au printemps et en été, les barges rousses se nourrissent essentiellement d'insectes (mouches, coléoptères), de chenilles, de vers de terre, et parfois de baies et de graines. Leurs régimes alimentaires d'hiver diffère considérablement : elles consomment des vers marins (néréis et arénicoles), des crevettes et des puces de mer.

### Reproduction

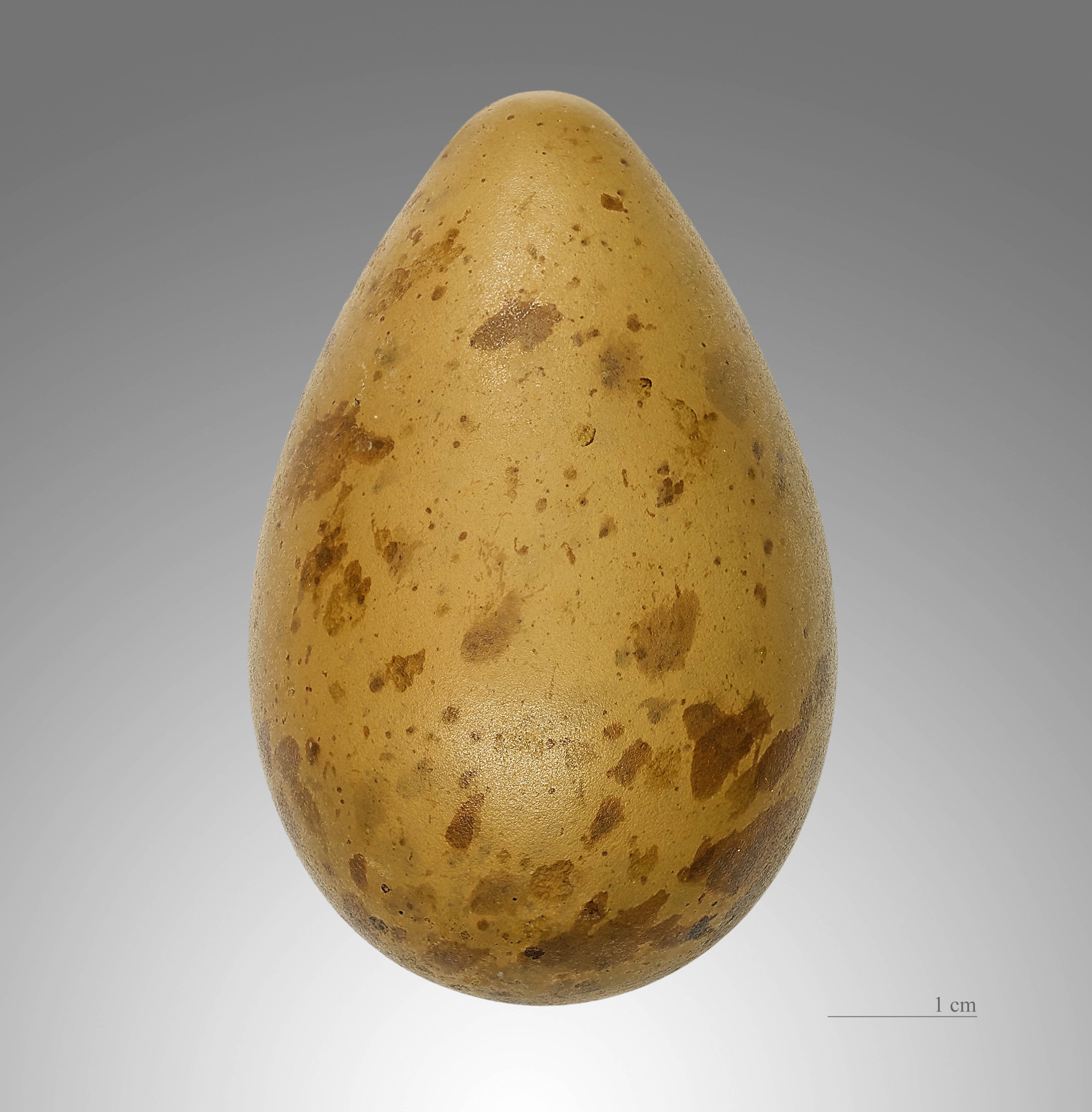
Œuf de barge rousse (muséum de Toulouse).

La Barge rousse construit son nid au sol, dans une tourbière : un creux tapissé de lichen et de feuilles de bouleau. Elle pond quatre œufs couleur olive que les parents couvent pendant trois semaines.

### Migration

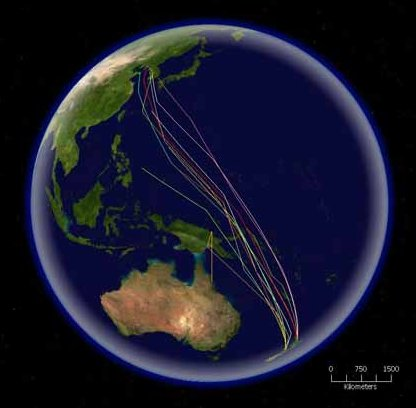
Visualisations sur le globe terrestre de tracés migratoires de barge rousse (Limosa lapponica).

Une barge rousse avait déjà été enregistrée en mars 2007 comme ayant effectué le plus long vol sans escale connu pour un oiseau. Des oiseaux ont été marqués et équipés en Nouvelle-Zélande, puis ils ont été suivis par satellite jusqu'en mer Jaune en Chine.
Selon le Dr Clive Minton de l'Australasian Wader Studies Group : « La distance entre ces deux endroits est 9 575 km, mais le trajet effectué par l'oiseau a été de 11 026 km. C'est le plus long vol connu sans escale pour un oiseau. Le vol a été effectué en environ neuf jours. Au moins trois autres barges rousses semblent aussi avoir atteint la mer Jaune après des vols sans escale à partir de la Nouvelle-Zélande ». En 2020, une autre barge a parcouru 12 200 kilomètres sans escale de l'Alaska à la Nouvelle-Zélande.
En septembre 2021, une Barge rousse mâle adulte, équipée d'une balise GPS, établit un nouveau record avec un vol de dix jours sans interruption sur 13 035 kilomètres entre l'Alaska et la Nouvelle-Zélande. En octobre 2022, un juvénile de cinq mois, équipé d'une balise GPS bat ce record en volant 13 560 kilomètres d'une seule traite, sans arrêt, durant onze jours entre l'Alaska et la Tasmanie. Depuis la côte sud de l'Alaska, l'oiseau a d'abord volé vers le sud-ouest, longeant l'arc des îles aléoutiennes sur près de 2 000 kilomètres, puis il vire plein sud, traverse l'océan Pacifique Nord, survole plusieurs archipels comme Kiribati, Vanuatu et la Nouvelle-Calédonie mais sans s'y poser, vole ensuite au large de la côte orientale de l'Australie, puis atteint la Tasmanie où il vire alors 90 degrés plein ouest vers la station balnéaire d'Ansons Bay (en) au nord-est de l'île. Il s'y pose après onze jours et une heure de vol ininterrompu. Selon l'Institut Max Planck d'ornithologie qui a étudié ce vol, ce juvénile était probablement accompagné d'autres barges dans son périple
Lors de ces trajets migratoires entre l'Alaska et l'Australie, la barge rousse transporte des œufs vivants de triops (crustacés typiques des « mares temporaires »), ce qui explique la proximité génétique de deux espèces de triops géographiquement pourtant très éloignées l'une de l'autre.

## Répartition

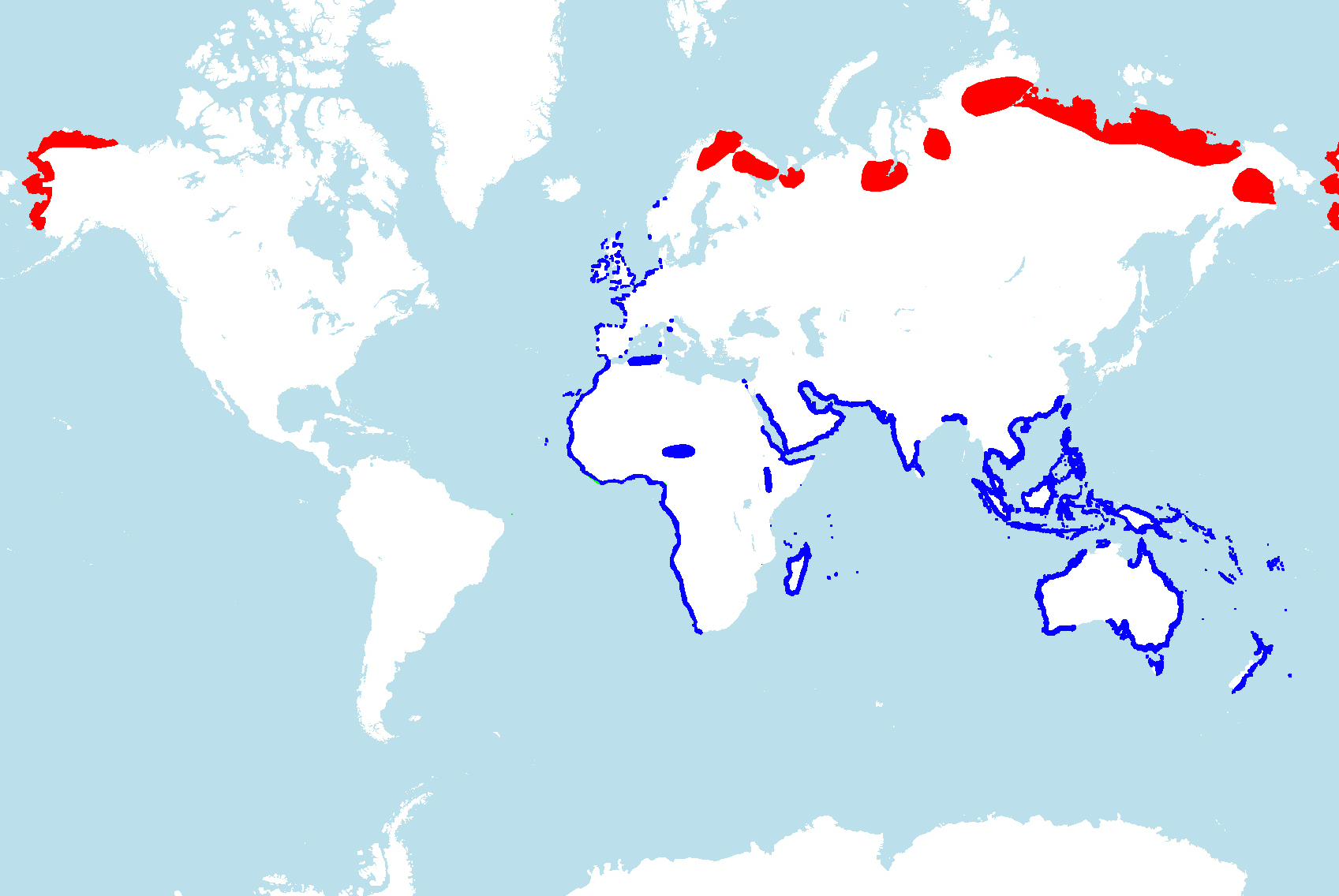
Répartition :
- en rouge, zones de nidification.
- en bleu, territoires d'hivernage.

La barge rousse est un oiseau limicole qui niche dans la toundra arctique et subarctique du nord de l'Europe, de la Sibérie et l'Alaska. Il effectue de grandes migrations (jusqu'à 13 000 km sans escale) vers les rivages africains, asiatiques ou océaniens selon la longitude de son aire de départ.
En octobre 2022, Un nouveau record de vol direct est effectuée par une Barge rousse d'Alaska suivie par GPS : 13 560 km jusqu'en Tasmanie soit une moyenne de 50 km/h parcourus d'une traite en 11 jours et 11 nuits (et 1h), sans se nourrir ni boire.

## État, pression et menaces
De par les lieux qu'elle fréquente, sa durée de vie et son comportement alimentaire, c'est une des nombreuses espèces qui pourrait être victime de saturnisme aviaire, à la suite de l'ingestion de grenaille de plomb.
Cette espèce n'est néanmoins pas considérée comme menacée à l'échelle de sa métapopulation.